# نهال مشرف
نهال مشرف (مواليد 24 ديسمبر 1970 في القاهرة، مصر)، لاعبة تنس طاولة مصرية، شاركت في دورتي ألعاب أولمبيتين، سول 1988 وبرشلونة 1992، وبذا أول لاعبة مصرية تشارك في دورتي ألعاب أولمبيتين. وكانت نهال هي السيدة المصرية الوحيدة في البعثة الأولمبية المصرية في أولمبياد 1988، وكان عمرها حينها 17 عامًا فقط. هي عمّة لاعبة تنس الطاولة الأولمبية أيضًا دينا مشرف.

## المشاركة الأولمبية
| الدورة | المنافسة | المجموعة | ف-م | خ-م | ف-أ | خ-أ | ن-ص | ن-ض | الترتيب |
| ------ | -------- | -------- | --- | --- | --- | --- | --- | --- | ------- |
| 1988   | فردي     | G        | 0   | 5   | 1   | 15  | 182 | 333 | 41 م    |
| 1992   | فردي     | L        | 1   | 2   | 2   | 4   | 97  | 116 | 33 م    |

## روابط خارجية
- نهال مشرف على موقع منظمة تنس الطاولة العالمي (الإنجليزية)
- نهال مشرف على موقع اللجنة الأولمبية الدولية (الإنجليزية)
- نهال مشرف على موقع أوليمبيديا (الإنجليزية)